# 電気通信役務
電気通信役務（でんきつうしんえきむ）とは、電気通信を利用して提供されるサービスである。

## 日本の電気通信事業法における種類
2022年現在、電気通信事業法施行規則により規定される様式第四に記載のある電気通信役務の種類を示す。
1. 加入電話
2. 総合デジタル通信サービス（中継電話又は公衆電話であるもの及び国際総合デジタル通信サービスを除く）
3. 中継電話（国際電話等であるものを除く）
4. 国際電話
  1. 国際電話等
  2. 国際総合デジタル通信サービス
5. 公衆電話
6. 携帯電話
  1. 第3.9世代、第4世代移動通信システムを使用するもの
  2. 第5世代移動通信システムを使用するもの
  3. それ以外のもの
7. PHS
8. IP電話
  1. 当該IP電話の提供のために電気通信番号規則第9条第1項第1号又は第10条第1項第2号に規定する電気通信番号を使用するもの
  2. それ以外のもの
9. ワイヤレス固定電話
10. 衛星移動通信サービス
11. FMCサービス
12. インターネット接続サービス
13. FTTHアクセスサービス
  1. 共同住宅等内にVDSL設備その他の電気通信設備を用いるもの
  2. それ以外のもの
14. DSLアクセスサービス：ADSLなど
15. FWAアクセスサービス
16. CATVアクセスサービス
17. 携帯電話・PHS端末アクセスサービス
18. 第3.9世代、第4世代携帯電話アクセスサービス
19. 第5世代携帯電話アクセスサービス
20. ローカル5Gサービス
21. フレームリレーサービス
22. ATM交換サービス
23. 公衆無線LANアクセスサービス
24. BWAサービス
25. IP-VPNサービス
26. 広域イーサネットサービス
27. 衛星アクセスサービス
28. 専用役務
  1. 国内電気通信役務であるもの
  2. 国際電気通信役務であるもの
29. LPWAサービス
30. 上記1から27までに掲げる電気通信役務を利用した付加価値サービス
31. インターネット関連サービス（IP電話を除く）
32. 仮想移動電気通信サービス
  1. 携帯電話に係わるもの
  2. PHSに係わるもの
  3. BWAアクセスサービスに係わるもの
33. ドメイン名電気通信役務
  1. 第59条の2第1項第1号イに掲げるもの
  2. 第59条の2第1項第1号ロに掲げるもの
  3. 第59条の2第1項第2号に掲げるもの
34. 電報
  1. 受付及び配達の業務を行う場合
  2. 受付及び配達の業務を行わない場合
35. 上記1から34までに掲げる電気通信役務以外のもの

## NTTの提供する電気通信サービス
加入電話・INSネットの音声通話をメタルIP電話に置き換え、公衆交換電話網（PSTN）を廃止し、IP網への円滑移行（PSTNマイグレーション）を2024年1月に行った。
事業継続が技術的に困難、もしくは、大幅な値上げが避けられないサービスについては、IP網サービス・加入者機器での機能代替が案内されている。一部のサービスでは先行実施された。
また、IP網への移行に便乗した消費者被害の発生防止の広報活動を強化することとなった。

### IP網で提供を継続する電気通信サービス
| サービス名                        | 契約数等（東西計） | 契約数等（東西計）  | 概要                                                                                                 | 備考 |
| サービス名                        | 2017年9月末        | 単位                | 概要                                                                                                 | 備考 |
| --------------------------------- | ------------------ | ------------------- | --- | --- |
| 基本的な音声サービス              | 1814万             | 契約                | 基本料は可能な限り現状と同等の水準を維持 通話料金は全国均一                                          | 加入者宅内工事はなし 電話機等はそのまま 既存のメタルケーブルを継続利用                                                    |
| 公衆電話                          | 16万               | 台                  | 県内通話・県間通話については、全国一律料金                                                           | メタルケーブルを継続利用                                                                                                  |
| ピンク電話 硬貨収容等信号送出機能 | 15万               | 回線                | 電話加入者が設置する形の公衆電話サービス                                                             | |
| 110 警察                          | 1787万             | コール （2016年度） | | 回線保留機能は、モバイル、IP電話発信時と同様に「コールバック」により対応 1XY特番通知機能を提供 コールバック通話料金無料化 |
| 118 海上保安                      | 1787万             | コール （2016年度） | | 回線保留機能は、モバイル、IP電話発信時と同様に「コールバック」により対応 1XY特番通知機能を提供 コールバック通話料金無料化 |
| 119 消防                          | 1787万             | コール （2016年度） | | 回線保留機能は、モバイル、IP電話発信時と同様に「コールバック」により対応 1XY特番通知機能を提供 コールバック通話料金無料化 |
| 117 時報                          | 1271万             | コール （2016年度） | | |
| 177 天気予報                      | 1235万             | コール （2016年度） | | |
| 104 番号案内                      | 5048万             | コール （2016年度） | 加入者名・住所・業種などから電話番号の案内を行うもの                                                 | |
| 115 電報                          | 312万              | 通                  | | |
| ナンバーディスプレイ              | 507万              | 契約                | 電話呼び出し時に発信者の電話番号を事前通知するもの                                                   | |
| ナンバーリクエスト                | 23万               | 契約                | 発信者の電話番号通知しない呼び出しに発信者番号通知してかけなおすように案内するもの                   | |
| 迷惑電話 おことわり               | 5.1万              | 契約                | 特定の発信者の電話番号で呼び出しを行なわないようにするもの                                           | |
| キャッチホン                      | 192万              | 契約                | 通話中に別の着信があった場合音声で通知し、フッキングにより通話相手を切り替えることが出来るもの       | |
| ボイスワープ                      | 85万               | 回線                | | |
| ボイスワープセレクト              | 0.6万              | 回線                | 発信者番号などの設定した条件で着信転送を行うもの                                                     | |
| フリーアクセス                    | 1.2万              | 回線                | 着信先に割り当てられた特別の電話番号にかけることにより、着信者課金とするもの                         | |
| #ダイヤル                         | 27                 | 契約                | 電話交換機に登録することにより、一般の加入者が#と4桁の数字からなる番号で特定の電話回線に接続するもの | |
| 代表番号                          | 25万               | 契約                | 複数の電話回線を同一の電話番号で着信するようにグループ化するもの                                     | |
| ダイヤルイン                      | 205万              | 番号                | 電話回線に電話番号を追加し、通話ごとに着信先電話番号を通知するもの                                   | |

番号ポータビリティ
電話番号を変更せずに電気通信事業者を変更するもの。他事業者とはIPで接続し、双方向型番号ポータビリティを開始。ロケーションポータビリティの地域は広域化する。
災害時優先電話
輻輳発生時、「片方向セッション管理方式」で優先的に取り扱う。
災害用伝言ダイヤル
災害時に伝言メッセージを預かるもの。
テレドーム
専用の電話番号による大規模な情報提供を代行するもの。
ナビダイヤル
着信者に割り当てられた特定の電話番号にかけることにより、地域を問わず発信者が通話できるもの。
ファクシミリ通信網
パケット通信網でファクシミリを伝送するサービス。
災害募金サービス
災害募金を通話料金で代理徴収するもの。
中継選択機能
携帯電話 - 固定電話間、携帯電話相互間、高度電話サービスで利用する。複数事業者間での従量精算機能は簡素化する。
メタルケーブルは、電線地中化などの場合はメタルとしては再敷設せず光や無線を使って提供する。よって電線地中化事業のコスト増加に繋がる懸念がある。

### PSTNマイグレーションに合わせて提供終了の電気通信サービス
2018年10月に、2024年1月にサービス提供終了することが発表された。
| サービス名                 | 契約数等（東西計） | 契約数等（東西計） | 概要                                                       | 概要                                                                       | 代替策                                                     |
| サービス名                 | 2017年9月末        | 単位               | 概要                                                       | 概要                                                                       | 代替策                                                     |
| -------------------------- | ------------------ | ------------------ | ---------------------------------------------------------- | -------------------------------------------------------------------------- | ---------------------------------------------------------- |
| INS ディジタル通信モード   | 225万              | 契約               | 電話回線を介してデータ通信が可能なサービス                 | 電話回線を介してデータ通信が可能なサービス                                 | フレッツ光+IP対応端末 無線サービス                         |
| ビル電話 事業所集団電話    | 2.6万              | 契約               | 2019年10月31日 新規申込み受付終了                          | 電話局に設置した電話交換機で内線電話機能を実現するサービス→内線電話参照    | IP電話のグループ内無料通話などで対応                       |
| 着信用電話                 | 3.2万              | 契約               | 2019年10月31日 新規申込み受付終了                          | 着信のみ可能な電話回線                                                     | 構内交換機の設定で対応                                     |
| 支店代行電話               | 281                | 回線               | 2019年10月31日 新規申込み受付終了                          | 希望する地域の電話番号の通話を特定の電話回線に転送するもの                 | ロケーションポータビリティの中で検討                       |
| 有線放送電話 接続電話      | 6                  | 回線               | 2019年10月31日 新規申込み受付終了                          | 同一MAとの定額もしくは従量制接続                                           | IP電話                                                     |
| 短縮ダイヤル               | 5.3万              | 契約               | 2019年10月31日 新規申込み受付終了                          | 交換機に記憶させた電話番号に短い桁数で発信できるもの                       | 多機能電話機で置き換え                                     |
| トーキー案内               | 275                | 音源回線           | 2019年10月31日 新規申込み受付終了                          | 最大50回線相当分の音声案内回線を提供するもの                               | 録音再生装置と多回線のIP電話の組み合わせを提案             |
| ノーリンギング通信         | 373                | 回線               | 2019年10月31日 新規申込み受付終了                          | 電気・ガス・水道などの検針を呼び出し音を鳴らさずに行なうもの               | 無線通信・IP網への置き換えなどを検討                       |
| でんわばん                 | 1.6万              | 契約               | 2019年10月31日 新規申込み受付終了                          | かかってきた電話に10種類のメッセージで応答するもの                         | 留守番電話機で置き換え                                     |
| キャッチホン・ディスプレイ | 4.2万              | 契約               | 2019年10月31日 新規申込み受付終了                          | 通話中に別の着信があった場合、発信者の電話番号を通知するもの               |                                                            |
| ナンバー・アナウンス       | 2.1万              | 契約               | 2019年10月31日 新規申込み受付終了                          | かけてきた相手の電話番号を最大5件音声案内するもの                          | ナンバーディスプレイと多機能電話機の音声読み上げで置き換え |
| 二重番号                   | 3042               | 契約               | 2019年10月31日 新規申込み受付終了                          | 副電話番号を追加し主電話番号の迷惑電話に不在などのメッセージを送出するもの | 迷惑電話おことわりなどで置き換え                           |
| トリオホン                 | 1575               | 契約               | 2019年10月31日 新規申込み受付終了                          | 三者通話を行なうもの                                                       | 加入者機器で対応                                           |
| なりわけ                   | 223                | 契約               | 2019年10月31日 新規申込み受付終了                          | 登録した10までの電話番号の呼び出し音を変更できるもの                       | ナンバーディスプレイと多機能電話機の組み合わせで置き換え   |
| 114 お話中調べ             | 453万              | 接続               |                                                            |                                                                            |                                                            |
| 159 空いたらお知らせ       | 3803               | 接続               | 特定の電話番号の通話終了を通知する有料サービス             | 特定の電話番号の通話終了を通知する有料サービス                             | 構内交換機のキャンプオン機能                               |
| 136 ナンバーお知らせ       | 326万              | 接続               | 最後にかかってきた電話の日時と電話番号を音声で通知するもの | 最後にかかってきた電話の日時と電話番号を音声で通知するもの                 | ナンバーディスプレイと多機能電話機の音声読み上げで置き換え |

マイライン
中継電話会社を事前登録するもの。IP網では距離課金が無いため、全国均一で一社に通話を卸供給する。
ダイヤルアップ接続
電話網によるインターネット接続。
テレホーダイ
深夜時間帯に指定した区域内電話番号に月極め料金で通話できるもの。
フレッツ・ISDN
2018年11月30日を以って「フレッツ光」提供エリアにおいて新規受付を終了、ISDNのサービス終了までに終了する予定となっている。
フレッツ・ADSL
2023年1月31日を以って「フレッツ光」提供エリアにおいてサービス終了。
伝言ダイヤル
伝言を預かるもの。

### PSTNマイグレーションに先立ち順次提供終了した電気通信サービス
| サービス名             | 提供終了時期  | 概要                                                                           | 代替策                                                           |
| ---------------------- | ------------- | ------------------------------------------------------------------------------ | ---------------------------------------------------------------- |
| ネームディスプレイ     | 2013年2月28日 | 電話呼び出し時に発信者の名称を事前通知するもの                                 | 多機能電話機の電話帳機能で置き換え                               |
| ダイヤルQ2             | 2014年2月28日 | 有料情報サービスの提供・料金回収代行を電話網により行うもの                     |                                                                  |
| メッセージ表示送受信   | 2014年2月28日 | 加入電話・ISDN回線でユーザー向けのメッセージが保持されていることを通知するもの | 契約者了解を得てサービス停止                                     |
| 信号監視通信           | 2015年3月31日 | 加入者回線から常時送出される監視信号に変化が起きた場合に通知するもの           | IP網・無線通信によるサービスへ置き換え、IP網の断線検知機能も検討 |
| オフトーク通信         | 2015年2月28日 | 通話時以外の電話回線の空き時間に音声での情報提供を行うもの                     | 市町村防災行政無線（同報系） IP告知放送へ置き換え                |
| 共同電話               | 2016年1月中   | 加入者線を複数の加入者で共用するもの                                           | 単独電話化                                                       |
| キャッチホン2          | 2016年2月29日 | キャッチホンの応答できない通話をセンターで応答しメッセージを預かるもの         | 通話録音装置・キャッチホンの組み合わせを案内                     |
| マジックボックス       | 2016年2月29日 | ボイスワープ・キャッチホン2・留守番電話を組み合わせたもの                      | 通話録音装置・ボイスワープ・キャッチホンの組み合わせを案内       |
| ボイスボックス         | 2016年2月29日 | メールボックス番号や暗証番号で伝言を預かるもの                                 | 通話録音装置の利用を案内                                         |
| ボイスワープ2          | 2016年2月29日 | ボイスワープ・キャッチホンを組み合わせたもの                                   | 話中時転送・キャッチホンの組み合わせを案内                       |
| 100番通話              | 2015年7月31日 | 通話料金・通話時分を終了後に通知するオペレータ扱いのもの                       | 公衆電話からの通話・料金明細の利用を案内                         |
| 102 非常・緊急通話     | 2015年7月31日 | 災害時のオペレータ扱臨時受付                                                   | 災害時優先電話へ置き換え                                         |
| 106 コレクトコール     | 2015年7月31日 | オペレータ扱いの着信者課金で通話できるもの                                     | コールバックやフリーダイヤルなどで置き換え                       |
| 108 自動コレクトコール | 2015年7月31日 | 自動応答の着信者課金で通話できるもの                                           | コールバックやフリーダイヤルなどで置き換え                       |
| DIAL104                | 2015年7月31日 | 電話番号案内で調べた番号へそのまま接続するもの                                 | 2012年5月より番号案内の復唱回数を2回から4回に増やした            |

### 2012年までに終了した電気通信サービス
テレゴング
専用の電話番号により電話投票の集計を行うもの。2012年5月31日サービス停止。
UPT（Universal Personal Telecommunication）
個人に割り当てられた電話番号に発信することで、受信者が設定した任意の電話サービスで受信できるサービス。NTTコミュニケーションズのeコール・安心コール・コミュニケーションズチョイスが2011年3月31日サービス停止。
Lモード
専用のファクシミリを利用し、電話網によるインターネット接続を提供。2010年3月31日サービス停止。
キャプテンシステム
電話網を利用し文字情報を提供。2002年サービス停止。

## その他のサービス
無線呼び出し（ポケットベル）
電話網から特定の電話番号に発信することで、サービス地域内に居た場合に電波を利用して呼び出すもの。
テレックス（加入者電信）
テレタイプ端末とアナログ回線と交換機とを利用し、加入者同士で任意の文章をやり取りするもの。

## 日本の電気通信事業法における利用者保護
2015年5月に、電気通信事業法が改正され、契約に書面交付を必須とし初期契約解除制度（クーリングオフ）、勧誘継続行為の禁止（勧誘を断った相手への勧誘継続の禁止）が導入される事となった。法人その他の団体と、営業目的（非営利組織の場合は事業目的）で締結する契約（法人契約）・公衆電話等の都度契約・他の事業者との間の契約締結に伴い、自動的に締結される契約・事業者申出により、利用者に有利な変更をする契約等について、説明義務・書面交付義務・初期契約解除・勧誘継続行為禁止の適用を除外する。2016年（平成28年）5月より施行。
国民の日常生活に係るものとして、総務省令で定める電気通信役務の提供に関する契約の締結又はその媒介、取次ぎ若しくは代理をしようとするときは、第26条により、消費者の知識で理解できる誤解されにくい契約前の情報提供、第27条により、苦情受付窓口の設置の義務が定められている。
電気通信事業法第18条第3項で、事業の休廃止に係る利用者への重要事項の周知を行うことになっている。また、他の事業者が代替できないものについては、特に配慮が求められる。

### 説明対象となる電気通信サービス
説明対象となる電気通信サービスは、施行規則第22条2の4で次のものが指定されている。
| 初期契約解除制度 | 概要                                 | サービス                                                                   | サービス                                | 備考                 |
| ---------------- | ------------------------------------ | -------------------------------------------------------------------------- | --------------------------------------- | -------------------- |
| 対象             | 移動                                 | 携帯電話及び携帯電話インターネット接続サービス                             | MNOでない者が提供するMVNOサービスを除く | プリペイド型を除く   |
| 対象             | 移動                                 | 携帯ネットワークを用いる携帯電話以外の端末向けのインターネット接続サービス | MNOでない者が提供するMVNOサービスを除く | プリペイド型を除く   |
| 対象             | 移動                                 | BWAサービス                                                                |                                         | プリペイド型を除く   |
| 対象             | 移動                                 | BWA向けのインターネット接続サービス                                        |                                         | プリペイド型を除く   |
| 対象             | 固定                                 | FTTHサービス                                                               | FTTHサービス                            | FTTHサービス         |
| 対象             | 固定                                 | CATVインターネット接続サービス                                             |                                         |                      |
| 対象             | 固定                                 | その他のインターネット接続サービス                                         |                                         |                      |
| 対象             | 固定                                 | DSL向けのインターネット接続サービス（DSL契約を解除しないで変更可能なもの） |                                         |                      |
| 対象外           | 電話及びISDNサービス                 | 電話及びISDNサービス                                                       | 電話及びISDNサービス                    | 電話及びISDNサービス |
| 対象外           | DSLサービス                          |                                                                            |                                         |                      |
| 対象外           | PHS及びPHSインターネット接続サービス |                                                                            |                                         |                      |
| 対象外           | 公衆無線LANサービス                  |                                                                            |                                         |                      |
| 対象外           | FWAサービス                          |                                                                            |                                         |                      |
| 対象外           | IP電話                               |                                                                            |                                         |                      |
| 対象外           | プリペイド型の移動サービス           |                                                                            |                                         |                      |
| 対象外           | MNOでない者が提供するMVNOサービス    |                                                                            |                                         |                      |
| 対象外           | その他のインターネット接続サービス   |                                                                            |                                         |                      |

### 書面の交付義務
電気通信事業者に対し、説明義務の対象サービスについて、契約が成立・契約変更のときは、遅滞なく、契約書面の交付を義務付ける。
- 書面交付義務の適用除外となる場合
  1. 法人契約、ローミング等の自動締結契約、公衆電話等の都度契約の場合
  2. 初期契約解除制度が適用されない契約について、契約締結前に書面を交付した場合
  3. 二以上の電気通信事業者が書面交付しなければならない場合において一方の事業者が両方の書面を交付した場合
  4. 既契約について軽微変更等のみがされた場合

- 契約変更の場合の書面交付の例外
  1. 利用者の利益の保護に支障がない軽微な変更のみがされた場合
  2. 事業者からの申出により利用者に有利な変更のみがされた場合
  3. 付加的な機能の提供に関する変更のみがされた場合

- 利用者の明示的な承諾がある場合の代替方法
  1. Webページの契約申込み画面より前に説明事項を表示
  2. 電子メール送付
  3. CD-ROMなどの電磁的記録媒体交付
  4. ダイレクトメール等に表示
  5. 電話により説明の後、遅滞なく書面を送付

### 初期契約解除制度
利用者は、契約締結書面受領後等から8日間は、電気通信事業者の合意なく契約解除できる。また、本初期契約解除制度の規定に反する特約は無効とする。
- 契約解除時に利用者が支払うべき額

1. 書面解除までのサービス提供の対価
2. サービス提供に必要な工事（実施済の工事）に通常要する費用として総務大臣が告示する額
3. 契約の締結のために通常要する費用として総務大臣が告示する額

- 対象サービスであっても、初期契約解除が適用されない場合

1. 書面交付義務の適用がない場合（法人契約、自動締結契約、軽微変更のみの契約等の場合）
2. 利用者申出による利用者に不利でない変更契約の場合
3. 変更契約又は契約の更新の場合で、料金等以外の事項に変更があったとき（料金等の変更があったときは、初期契約解除の対象）
4. 移動通信役務を利用できる場所の状況や法令等の遵守の状況についての「確認措置」を講じている役務であって、利用者利益が保護されているものとして総務大臣が認定する電気通信役務の契約を締結した場合

#### 確認措置
移動電気通信役務について、
1. その提供を受けることができる場所に関する状況（利用場所状況）及び
2. 利用者利益の保護のための法令等の遵守の状況に関する状況（遵守状況）の双方

を確認できる措置であって、以下の全ての要件を満たす措置
1. サービス提供開始日から8日間当該確認が可能
2. 確認した利用場所状況について十分でないときは、関連契約を解除可能
3. 事業者があらかじめ定めた基準に遵守状況が適合しないときは、利用者が関連契約を解除可能
4. 上記2・2の解除に伴い、利用者が支払うべき金額が、サービス提供の対価に法定利率による遅延損害金を加えた額を超えない（初期契約解除と異なり事務手数料の負担は不要）
5. 提供条件の説明（説明義務）により、確認措置に関する事項を説明

### 勧誘継続行為の禁止
電気通信事業者・代理店に対し、説明義務の対象サービスの提供に関する契約について、勧誘を受けた者が契約を締結しない旨の意思（契約の締結を断ることに加え、勧誘の継続自体を希望しないことも含まれる）を表示した場合、勧誘を継続する行為を禁止する。
- 対象外となる行為
  - 法人契約の締結を勧誘する行為
  - 軽微な変更を勧誘する行為

### 説明事項
説明事項は、契約後のトラブル防止の観点から施行規則第22条の2の4で次のように定められている。
1. 電気通信事業者の名称（契約代理店の場合は、契約代理店の名称も含む）
2. 電気通信事業者の問合せ連絡先（電話窓口の場合は受付時間も含む）。契約代理店の場合は、契約代理店の問合せ連絡先。ただし、電気通信事業者が責任をもって契約代理店に係る問合せも行うこととする場合は不要。
3. 電気通信サービスの名称及びその種別（ダイヤルアップ接続・ADSLなどのサービスの種類の明示）
4. その利用者に適用される料金
  1. 無料又は割引キャンペーンの適用がある場合は、その期間、範囲その他の条件
  2. 当該サービスの料金に含まれていない他の経費がかかる場合は、その内容
5. 消費者からの契約の変更及び解除の条件
  1. 契約の変更及び解除ができる期間の制限
  2. 契約の変更及び解除の際の違約金の支払いに関する定め
  3. 契約の変更及び解除の場合のレンタルモデムの返却費等の負担
6. 電気通信サービスの制限事項（品質、提供場所、緊急通報等）
  - 携帯電話・PHSサービス：電波が届かない場所ではサービス提供ができないことがある。
  - ベストエフォート型のインターネット接続サービス：通信設備や回線の状況によって当該表示速度が出ないことがある
  - IP電話サービス：緊急通報の可否、回線の状況により通話の品質が低下することがあることなど。

- 初期契約解除の対象サービスの場合

1. 契約解除できる期間
2. 書面送付の宛先住所など、標準的な手順
3. 契約解除に伴い利用者が支払う金額の算定方法
4. 契約解除に伴い解除されない付随契約がある場合は､その旨及び解除に関する事項 等契約変更

- 確認措置を講じている場合
  - 確認措置により契約解除する場合に利用者が支払うべき金額の算定方法等、確認措置の内容

### 媒介等業務受託者に対する指導等の措置
電気通信事業者に対し、媒介等業務の適切かつ確実な遂行を確保するため、媒介等業務受託者への指導等の措置を行うことを義務付ける（施行規則第22条の2の11）。
- 電気通信事業者の義務

1. 媒介等業務（以下「業務」）を適正かつ確実に遂行できる能力を有する者に委託するための措置
2. 業務の実施状況を監督する責任者の選任
3. 業務マニュアル（適切な誘引の手段に関する記載を含む）の作成、研修の実施等
4. 業務の実施状況の確認、検証、必要に応じた改善等
5. 利用者からの苦情の適切かつ迅速な処理
6. 業務が適切に行われない場合に、業務の中止、他の適切な者への速やかな委託、業務の委託契約の変更又は解除等
7. 各措置の適正かつ確実な実施のための委託状況の把握

業務が適切に行われない場合であって、利用者に重大な影響が及ぶおそれがあるとき、電気通信事業者は、受託者情報（名称・住所等、受託者を特定するために必要な情報）総務大臣を報告する義務がある。

### 苦情等の処理
電気通信事業法第27条により、電気通信サービス又はその業務方法についての苦情及び問合せについては、適切かつ迅速にこれを処理しなければならないこととなっている。
- 是正勧告の対象となる場合

1. 苦情及び問合せに対する対応窓口を設けていない。
2. 苦情及び問合せに対する対応窓口が設けられていても、その連絡先や受付時間等を消費者に対して明らかにしていない。
3. 苦情及び問合せに対する対応窓口が明らかにされていても、実際にはその対応窓口がほとんど利用できない。

## 電気通信サービスの苦情・相談
電気通信サービスの苦情・相談の概要によると、業界団体に所属しない代理店による、携帯電話、光回線・ISP、国内電話の電話勧誘の苦情・相談が著しく多い。そのため、業界団体等による自主的取組の実施だけでは限界がある。
勧誘に当たって以下の点について問題とされている（内容は主な実例）。
- 集合住宅の管理組合・町内会・地方公共団体などの許可を得たように装い、案内・点検と称して、訪問販売を行う。
- 知らない事業者が、現在加入している事業者を装い、契約先を変更する。
- 確認措置・初期契約解除制度などを説明していない。
- デジタル化でテレビが見られなくなる、アナログ電話は通話出来なくなるなど虚偽の説明を行う。
- 契約が成立したものと事業者が解釈し、個人情報を勝手に利用して手続が進められる。
- 利用者にパソコンの遠隔操作を可能とするソフトウェアをダウンロードさせ、そのソフトウェアを用いてパソコンの遠隔操作を行い、プロバイダの変更作業を行う。
- パソコンも持っていない高齢者宅に固定電話の契約変更と同時に必要のないインターネット回線の契約をさせる。
- 何度断っても電話勧誘がおさまらない。

契約内容に関する問題
- 月額料金が安くなると説明されて契約先を変更したが、前事業者への違約金・新規加入料や工事費を含めると安くならなかった。
- 契約先が違うオプションサービスが説明なく追加されていたため、解約に手間取った。
- 複数年契約の自動更新のため、違約金無しでの解約できる期間が限られている。
- 通信端末本体0円相当が、2年間のオプション加入・特定通信プラン継続が条件である。
- 多数のオプションに一定期間加入がキャッシュバックの条件となっている。
- 通信機器を無料提供されたら、説明なく有料のサービスに加入したことになっていた。
- 説明がないのに付属品などを分割払い購入したことになっていた。

電気通信サービスのサービス品質問題
- 規格上の最高速度が広告されるが実効速度は低速。
- 説明されたエリアマップと実際の利用可能地域が異なる。

不正アクセス・不当請求・架空請求
- 電話サービスが不正アクセスされ、高額な国際電話料金が請求された。
- サイトを閲覧しているだけのつもりが登録になっていた。
- メールアドレス等を表示させ料金を請求する。

海外利用の高額料金請求
- アプリケーションの自動バージョンアップなどが海外で行われた。
- 海外利用の上限額を設定したが、上限額を越えて請求が来た。
- 盗難にあった携帯電話・SIMカードが第三者に利用された。